# Areszt Śledczy w Prudniku
Areszt Śledczy w Prudniku – placówka penitencjarna przy ul. Kościuszki 7 w Prudniku przeznaczona dla mężczyzn, podległa Okręgowemu Inspektoratowi Służby Więziennej w Opolu.
Od 2018 w miejscu aresztu funkcjonuje Oddział Zewnętrzny w Prudniku Zakładu Karnego w Nysie, obsługujący sądy i prokuratury w Prudniku, Nysie i Głubczycach. Pojemność jednostki wynosi 143 miejsc, dysponuje również oddziałem zakładu karnego typu zamkniętego, dla skazanych mężczyzn recydywistów penitencjarnych. Budynek aresztu został wpisany do rejestru zabytków.

## Historia
Pierwsze informacje na temat wymierzania sprawiedliwości przestępcom w Prudniku pochodzą z 1384 r., kiedy książę Władysław Opolczyk nadał prudniczanom prawo karania złoczyńców: „…za wiedzą księcia wszyscy zbóje, którzy gwałt czynią, mordują, kradną, oczy wydłubują – stracą szyję. Także i ten kto im pomaga”. Funkcję więzienia pełniła wyposażona w loch głodowy Wieża Woka w zamku w Prudniku. Jako miejskie więzienie służył również współczesny „Arsenał” Muzeum Ziemi Prudnickiej.
W 1665 r. w więzieniu w Prudniku osadzony został zbójnik zwany Czarnym Piotrem. Udało mu się uciec z więzienia dzięki pomocy mieszkańców miasta.
W 1753 r. zbudowano w Prudniku nowe więzienie przy ul. Królowej Jadwigi, nazywane „więzieniem śledczym”. Przeznaczone było dla przestępców pozamiejscowych z powiatów prudnickiego, nyskiego, kozielskiego, grodkowskiego, pszczyńskiego, raciborskiego i głubczyckiego.

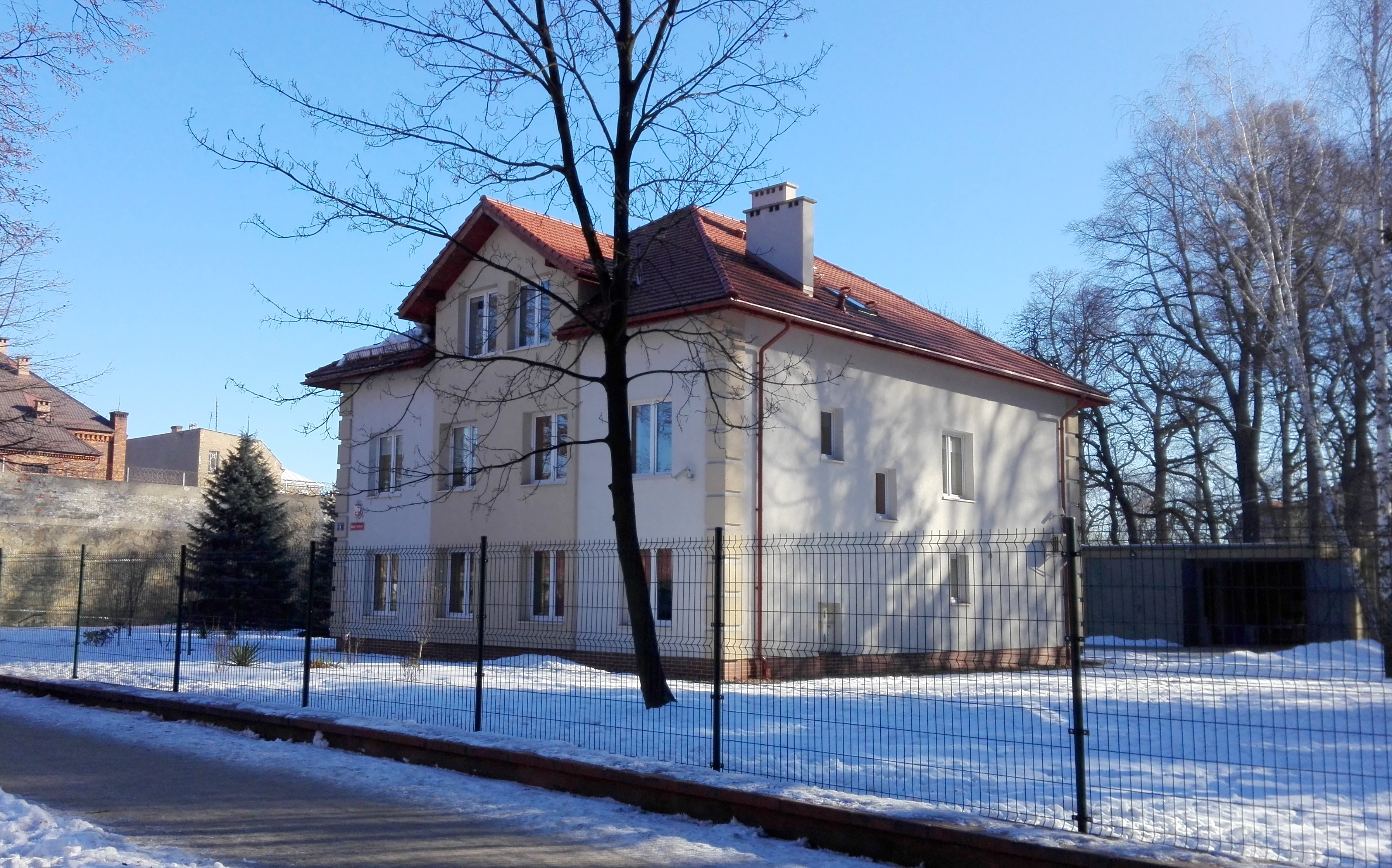
Budynek administracyjny

W 1853 r. miasto podarowało parcelę budowlaną na cel budowy dużego więzienia powiatowego. Zbudowany we wrześniu 1856 obiekt posiadał 120 cel dla więźniów. Budynek więzienia, założony na planie prostokąta, przetrwał do czasów współczesnych, pełniąc funkcję Aresztu Śledczego. W 1859 zbudowano wodociąg z koszar do placu więziennego. W 1890 więzienie zostało rozbudowane.
W czasie dwudziestolecia międzywojennego władze III Rzeszy umieściły w więzieniu w Prudniku miejscowych Polaków za to, że posłali swoje dzieci do polskiej szkoły. Po II wojnie światowej i przejęciu przez administrację polską, placówka przyjęła nazwę Więzienie Karno-Śledcze w Prądniku. W marcu 1945 w więzieniu zamieszkali na kilka dni osadnicy z Naprawy, którzy zamierzali osiedlić się w okolicy miasta. W więzieniu osadzano autochtonów skazanych na kary pozbawienia wolności za współpracę z Niemcami. W 1947 r. w więzieniu w Prudniku wykonano dwa wyroki śmierci; pierwszy na Ukraińcu za popełnione przez niego morderstwa na Kresach Wschodnich, drugi na mężczyźnie, który „ukradł krowę z pobliskiego pastwiska, czym działał na szkodę i przeciwko ustrojowi państwa”.
24 sierpnia 2018 Ministerstwo Sprawiedliwości wydało zarządzenie o likwidacji Aresztu Śledczego Prudnik i utworzeniu w jego miejsce Oddziału Zewnętrznego Zakładu Karnego w Nysie z dniem 30 listopada 2018. Zlikwidowano Ambulatorium z Izbą Chorych AŚ w Prudniku.